# Umbilicaria leiocarpa
Umbilicaria leiocarpa är en lavart som beskrevs av DC. Umbilicaria leiocarpa ingår i släktet Umbilicaria och familjen Umbilicariaceae.  Arten är reproducerande i Sverige. Inga underarter finns listade i Catalogue of Life.